# Песчанский сельсовет (Сердобский район)
Песча́нский сельсове́т — муниципальное образование в Сердобском районе Пензенской области. Имеет статус сельского поселения.

## Географическое положение
Песчанский сельсовет расположен на юге Пензенской области, в северной части от районного центра города Сердобск и граничит на севере — с Колышлейским районом, на востоке — с Екатериновским районом Саратовской области, на юге — с Новостудёновским сельсоветом Сердобского района, на западе — с Секретарским сельсоветом Сердобского района. Расстояние от административного центра сельского совета до областного центра города Пензы — 82 км, до районного центра города Сердобска — 18 км. На территории сельсовета расположена железнодорожная станция Балтинка. Площадь сельсовета — 12204,7 га.

## Общие сведения
На территории сельского совета расположены 5 магазинов, спортзал, 2 библиотеки, основная общеобразовательная школа (на железнодорожной станции Балтинка), детский сад (Центральная Усадьба совхоза «Надеждинский»). Общее население сельского совета — 1056 человек.

## Население
| 2002 | 2010 | 2012 | 2013 | 2014 | 2015 | 2016 |
| ---- | ---- | ---- | ---- | ---- | ---- | ---- |
| 1136 | ↘888 | ↘855 | ↘844 | ↘827 | ↘809 | ↘797 |
| 2017 | 2018 | 2021 |      |      |      |      |
| ↘790 | ↘788 | ↘696 |      |      |      |      |

## Состав сельского поселения
| № | Населённый пункт                           | Тип населённого пункта                   | Население |
| - | ------------------------------------------ | ---------------------------------------- | --------- |
| 1 | Балтинка                                   | железнодорожная станция                  | 154       |
| 2 | Берёзовка                                  | деревня                                  | 0         |
| 3 | Орловка                                    | деревня                                  | 41        |
| 4 | Песчанка                                   | село                                     | ↘73       |
| 5 | Центральная Усадьба совхоза «Надеждинский» | населённый пункт, административный центр | ↘620      |

## Глава  администрации
Главой администрации Песчанского сельского совета является Шафиева Татьяна Владимировна

## Адрес
442880, Пензенская область, Сердобский район, Центральная Усадьба свх. «Надеждинский», ул.Первомайская, 15а. Тел.: +7 84167 9-36-32.